# Xã Bazetta, Quận Trumbull, Ohio
Xã Bazetta (tiếng Anh: Bazetta Township) là một xã thuộc quận Trumbull, tiểu bang Ohio, Hoa Kỳ. Năm 2010, dân số của xã này là 5.874 người.